# Ceratoryctoderus
Ceratoryctoderus är ett släkte av skalbaggar. Ceratoryctoderus ingår i familjen Dynastidae.
Kladogram enligt Catalogue of Life:
| Ceratoryctoderus | \| \| Ceratoryctoderus armatus \| \| \| \| \| \| Ceratoryctoderus borchmanni \| \| \| \| \| \| Ceratoryctoderus candezei \| \| \| \| |
|                  | \| \| Ceratoryctoderus armatus \| \| \| \| \| \| Ceratoryctoderus borchmanni \| \| \| \| \| \| Ceratoryctoderus candezei \| \| \| \| |
|                  | Ceratoryctoderus armatus |
|                  | |
|                  | Ceratoryctoderus borchmanni |
|                  | |
|                  | Ceratoryctoderus candezei |
|                  | |